# Detectivehoorspel
Een detectivehoorspel is een hoorspelgenre waarin het detectiveverhaal centraal staat, zoals ook in de literatuur, televisieserie of film.
Vaak wordt een serie detectiveshoorspelen gewijd aan een en dezelfde hoofdpersoon, degene die de misdaad dient op te lossen. Vaak is dit een detective of politiefunctionaris, maar evengoed een gewone burger. Voorbeelden hiervan zijn Sherlock Holmes, De Cock en Paul Vlaanderen.